# Thomas Brezina
Thomas Conrad Brezina, avstrijski mladinski pisatelj, scenarist in televizijski voditelj, * 30. januar 1963, Dunaj

## Pisatelj
Znan je postal po svoji knjižni seriji Die Knickerbocker-Bande (v slovenščini Novohlačniki), ki govori o skupini petih fantov in deklet, starih okoli 12 let. Do leta 2016 je napisal 550 knjig, prodanih v 70 milijonih izvodih. Je najbolj prodajan pisec knjig za otroke v nemškem jeziku.
Na kritike o svoji hiperproduktivnosti je odgovoril, da je pri 31 letih umrli Schubert za sabo pustil 800 pesmi.

## Scenarist in TV voditelj
Njegova otroška detektivska serija o kolesu Tom Turbo se je začela predvajati 17. septembra 1993 na kanalu ORF. Bil je eden od voditeljev otroške TV oddaje Am dam des.

## Zasebno
Leta 2016 se je v Londonu poročil s hrvaškim slikarjem Ivom Belajićem, živečim na Nizozemskem. Leto kasneje je javno spregovoril o svoji homoseksualnosti.
Živi med Londonom in Dunajem.